# Cantone di Attignat
Il Cantone di Attignat è una divisione amministrativa dell'arrondissement di Bourg-en-Bresse, creato nel 2015.

## Composizione
Comprende i seguenti 19 comuni:
- Attignat
- Béréziat
- Buellas
- Confrançon
- Cras-sur-Reyssouze
- Curtafond
- Étrez
- Foissiat
- Jayat
- Malafretaz
- Marsonnas
- Montcet
- Montracol
- Montrevel-en-Bresse
- Polliat
- Saint-Didier-d'Aussiat
- Saint-Martin-le-Châtel
- Saint-Sulpice
- Vandeins